# Fyli
Fyli  este un oraș în Grecia în partea de nord-vest a prefecturii Attica. Reședința municipalității este orașul Ano Liosia.